# فرا أنجيليكو
فرا أنجيليكو (بالإيطالية: Fra Angelico)‏ (وُلد باسم: غيدو دي بيترو؛ في عام 1395 تقريبًا – تُوفي 18فبراير 1455) رسامًا إيطاليًا في عصر النهضة المبكرة، وصفه جورجو فازاري في كتابه «حياة الفنانين» بأنه صاحب «موهبة نادرة ومثالية».
كان فرا أنجيليكو معروفًا لدى معاصريه بـ«فرا جيوفاني دا فيسولي» (الأخ جون من فيسولي) وفرا جيوفاني أنجيليكو (الاخ جون الملائكي). في اللغة الإيطالية الحديثة يُدعى بيتو أنغليكو (الملائكي المبارك)؛ الاسم الإنجليزي الشائع هو فرا أنجيليكو، وهو ما يعني «الراهب الملائكي».
في عام 1982، أعلن البابا يوحنا بولس الثاني تطويبه اعترافًا بقداسة حياته، جاعلًا بذلك إطلاق لقب «المبارك» عليه لقبًا رسميًا. يُساء، في كثير من الأحيان، تفسير اسم فيسولي على أنه جزء من اسمه الرسمي، لكنه كان مجرد اسم البلدة التي أخذ فيها نذوره كراهب دومينيكي، وقد استخدمه المعاصرون لتمييزه عن الآخرين الذين كانوا يعرفون أيضًا باسم فرا جيوفاني. أُدرج اسمه في سجل شهداء الكنيسة الرومانية الكاثوليكية تحت اسم بياتوس إيوانا فايزولانوس، كونيومنتو أنجيليكوس -«المبارك جيوفاني من فيسولي، الملقب بالملاك».
كتب فازاري عن فرا أنجيليكو قائلًا: «من غير الممكن منح الثناء المستحق لهذا الأب المقدس، الذي كان متواضعًا ومحتشمًا في كل ما فعله وقال، والذي رُسمت صوره بكل براعة وتقوى.»

## سيرة حياته

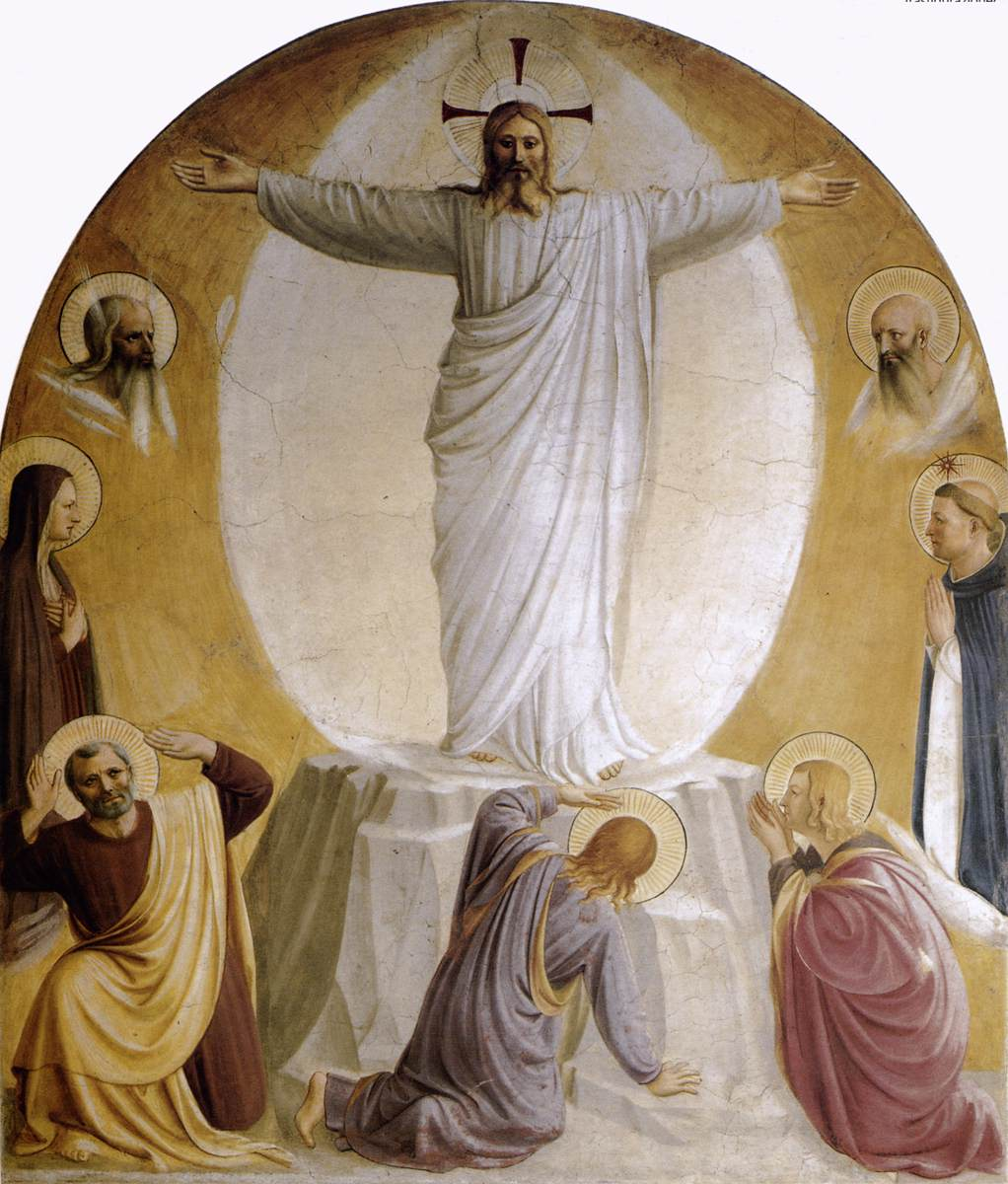
تجلي يسوع

### النشأة، 1395-1436
وُلد فرا أنجيليكو واسمه: غيدو دي بيترو في مدينة روبيكانينا في منطقة توسكانا في ميغيلو بالقرب من مدينة فيسولي قرب نهاية القرن الرابع عشر. لا شيء معروف عن والديه. جرى تعميده تحت اسم غيدو أو غيدولينو. ترجع أقدم وثيقة مسجلة عن فرا أنجيليكو إلى 17 أكتوبر 1417 عندما انضم إلى رابطة أو ملة دينية في كنيسة كارمين، وكان لا يزال اسمه غيدو دي بيترو. يكشف هذا السجل أنه كان رسامًا بالفعل، وهي حقيقة أكدها فيما بعد سجلان لدفع مبالغ إلى غيدو دي بيترو في يناير وفبراير 1418 نظير عمل قام به في كنيسة سانتو ستيفانو ديل بونت. يعود تاريخ أول ذكر لأنجيليكو كراهب إلى سنة 1423، حين يُشار إليه لأول مرة باسم فرا جيوفاني (الراهب جون)، متبعًا بذلك عادة الذين يدخلون في إحدى الجماعات الدينية القديمة بأن يتخذوا اسمًا جديدًا. كان عضوًا في الجماعة المحلية في فيسولي، والتي لا تبعد كثيرًا عن فلورنسا، التابعة للرهبنة الدومينيكانية؛ إحدى رهبانيات العصور الوسطى المنتمية إلى نوع يُعرف باسم رهبانيات التسول، وذلك لأن ليس لها دخل وإنما تعيش من التسول أو من الهبات. تعد فرا (أف آر إيه)، اختصارًا لـ(frater) والتي تعني (أخ) باللاتينية، وهو لقب اصطلاحي للراهب المتسول.
وفقًا لجورجو فازاري، تلقّى فرا أنجيليكو في البداية تدريبًا ليصير خطاطًا، وربما كان يعمل مع أخيه الأكبر بيندتتو، والذي كان أيضًا دومينيكيًا وخطاطًا. يحوي الدير الدومينيكاني السابق في سان ماركو في فلورنسا، والذي صار اليوم متحفًا للدولة، عددًا من المخطوطات التي يُعتقد بأنها كليًا أو جزئيا من صنع يده. ربما يكون الرسام لورينزو موناكو قد ساهم في تدريبه الفني، ويظهر تأثير مدرسة سينيز بوضوح في عمل فرا أنجيليكو. تدرَّب أيضًا مع السيد فاريتشو في ميلانو. وقد كان لديه العديد من الأعمال والمسؤوليات المهمة في الأديرة التي كان يعيش فيها، ولكنّ ذلك لم يحدّ من فنه الذي سرعان ما اشتُهر. وفقًا لفازاري، كانت الرسومات الأولى له عبارة عن لوحة مذبح وحاجز مرسوم لدير كرتوزى في فلورنسا؛ ولم يعد لأي منها وجودًا الآن.
من عام 1408 إلى عام 1418، كان فرا أنجيليكو في دير كورتونا الدومينيكاني، حيث رسم لوحات جدارية، معظمها مُدمر حاليًا، في الكنيسة الدومينيكية، وربما كان مساعدًا لغيراردو ستارنينا أو أحد أتباعه. بين عامي 1418 و 1436، كان في دير فيسولي، حيث نفذ أيضًا عددًا من اللوحات الجدارية للكنيسة ولوحة المذبح، والتي قد تدهورت ولكنها رُمّمت منذ ذلك الحين. لا تزال بريديلا لوحة المذبح سليمة ومحفوظة في المعرض الوطني بلندن، وهي تعد مثالًا رائعًا على قدرة فرا أنجيليكو. فهي تعرض المسيح في إجلال وسمو، محاطًا بأكثر من 250 شخصية، بما في ذلك الدومينيكيين الطوباويين.

## روابط خارجية
- فرا أنجيليكو على موقع الموسوعة البريطانية (الإنجليزية)
- فرا أنجيليكو على موقع ميوزك برينز (الإنجليزية)
- فرا أنجيليكو على موقع إن إن دي بي (الإنجليزية)